# Doncaster Jaguars
I Doncaster Jaguars sono stati una squadra di football americano di Doncaster, in Gran Bretagna; fondati nel 1986, hanno chiuso nel 1989.

## Dettaglio stagioni

### Tornei nazionali

#### Campionato

##### BGFL Premiership
| Stagione | regular season | regular season | regular season | regular season | regular season | regular season | playoff | playoff | playoff | playoff | playoff | playoff   | playoff    |
|          | Vin            | Par            | Per            | Tot            | PF             | PS             | Vin     | Per     | Tot     | PF      | PS      | risultato | avversaria |
| -------- | -------------- | -------------- | -------------- | -------------- | -------------- | -------------- | ------- | ------- | ------- | ------- | ------- | --------- | ---------- |
| 1987     | 2              | 0              | 8              | 10             | 125            | 276            | -       | -       | -       | -       | -       | -         | -          |
| 1988     | 4              | 0              | 6              | 10             | 247            | 161            | -       | -       | -       | -       | -       | -         | -          |
| Totale   | 6              | 0              | 14             | 20             | 372            | 437            | -       | -       | -       | -       | -       |           |            |

Fonti: Enciclopedia del Football - A cura di Roberto Mezzetti